# Jukagiriska språk

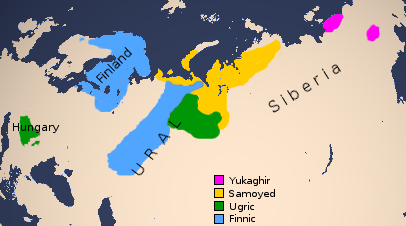
Jukagiriska

Jukagiriska är ett språk eller en familj av besläktade språk som talas i östra Sibirien. Jukagiriska uppdelas oftast i två olika språkgrupper: sydjukagiriska och nordjukagiriska. Vid den ryska befolkningsräkningen 2002 hade både sydjukagiriska och nordjukagiriska gemensamt 604 talare.
Jukagiriska har inget bevisat släktskap med andra språk. Vissa forskare, som Björn Collinder, har hävdat att jukagiriska är besläktat med de uraliska språken, men detta är omstritt.